# Кекеите (Флоренсио Виљареал)
Кекеите (шп. Kekeite) насеље је у Мексику у савезној држави Гереро у општини Флоренсио Виљареал. Насеље се налази на надморској висини од 97 м.

## Становништво
Према подацима из 2010. године у насељу је живело 9 становника.

### Хронологија
| Година       | 2000         | 2005       | 2010 |
| ------------ | ------------ | ---------- | ---- |
| Становништво | 28 (15 / 13) | 15 (8 / 7) | 9    |

### Попис
| # | Индикатор                     | Вредност |
| - | ----------------------------- | -------- |
| 1 | Укупно домаћинстава           | 2        |
| 2 | Укупно насељених домаћинстава | 2        |
| 3 | Величина локације             | 1        |